# Carlos Juan Maluquer de Motes
Carlos Juan Maluquer de Motes Bernet (Barcelona, 1948-2010) fue un jurista, docente e investigador universitario catalán, especialista en Derecho Civil, que dedicó especial atención al Derecho Civil de Cataluña y a la protección jurídica de los consumidores. 

## Biografía
Fue hijo del ilustre prehistoriador Juan Maluquer de Motes.
Obtuvo su licenciatura en Derecho en la Universidad de Barcelona en 1971. En 1978 fue distinguido con el Premio Extraordinario de Doctorado por su tesis doctoral sobre la figura de la Fundación, de la cual se erigió como verdadero especialista. Obtuvo la Cátedra de Derecho Civil en la misma universidad en el año 1988, inicialmente formando parte del Estudio General de Lleida y, más tarde, en 1991, en la misma Facultad de Derecho de la Universidad de Barcelona cuando la Universidad de Lleida se independizó. Este hecho le permitió formar investigadores y dejar amigos y discípulos en ambas instituciones.

## Publicaciones
Es autor y director de numerosos artículos, libros, obras de divulgación y manuales universitarios de referencia. Destacan: Derecho de familia: análisis desde el derecho catalán (2000), Introducció al Dret (1995), Derecho de la persona y negocio jurídico (1993), Dret Civil Català (1993), Los conceptos de "sustancia", "forma" y "destino" de las cosas en el Código civil (1992), Introducción al Derecho Privado de Cataluña (1985) y La fundación como persona jurídica en la Codificación civil: de vinculación a persona (Estudio de un proceso) (1983), trabajo que presentó como tesis doctoral.

## Presidente de la Junta Arbitral de Consumo de Cataluña
En el año 1998 fue nombrado presidente de la Junta Arbitral de Consumo de Cataluña, cargo que mantuvo hasta su muerte y desde donde impulsó la defensa de los derechos de los consumidores, otra de las actividades a las que se dedicó con intensidad tanto desde el ámbito institucional como desde la investigación y la divulgación.